# ACV Transcom
ACV-Transcom is een vakcentrale van het Algemeen Christelijk Vakverbond die de belangen van werknemers uit verschillende paritair comités uit de transport- en communicatiesector verdedigt. De centrale is ingedeeld in verschillende belangengroepen (bpost, Spoorwegen, Telecomcultuur (Proximus, VRT), Maritiem-Luchtvaart, Vervoer over de weg en Diamant.